# مدال زبابي مسنن
مدال زبابي مسنن (الاسم العلمي: Microgale soricoides)، نوع من الثدييات المنتمية إلى فصيلة المداليات. موطنه مدغشقر. موائله الطبيعية هي غابات الأراضي المنخفضة الرطبة شبه الاستوائية أو الاستوائية والغابات الجبلية الرطبة شبه الاستوائية أو الاستوائية. وهو مهدد بفقدان موائله.